# هپتامینول
هپتامینول (به انگلیسی: Heptaminol) یک ترکیب شیمیایی با شناسه پاب‌کم ۳۵۹۰ است. که جرم مولی آن ۱۴۵٫۲۴۳ g/mol می‌باشد. 